# КФ Малишева
КФ Малишева (на албански: Klubi Futbollistik Malisheva) е професионал футболен клуб от Малишево, Косово. През сезон 2022/23 клубът играе в Суперлига на Косово. Домакинските си мачове играе на стадион Лиман Гегадж, който е с капацитет 1 800 зрители.

## История
Клубът е основан през 2016 г. До 2019 г. играе в третата лига на футбола в Косово. През сезон 2018-19 печели промоция за втората лига на Косово. През следващия сезон печели промоция и влиза в Суперлига на Косово, където играе все още.